# Ernst Osterroht
Ernst Osterroht (* 1858; † unbekannt) war ein deutscher Jurist, preußischer Verwaltungsbeamter und Landrat des Landkreises Grimmen.

## Leben
Ernst Osterroht studierte Rechtswissenschaften und wurde 1880 Referendar am Amtsgericht, später am Landgericht Königsberg (Preußen). 1883 wurde er Regierungsreferendar bei der Bezirksregierung in Königsberg, später wurde er in den Regierungsbezirk Marienwerder versetzt. Weil er einen Duellgegner getötet hatte, kam er von 1884 bis 1885 in Festungshaft. 1887 wurde er Regierungsassessor bei der Bezirksregierung Erfurt.
1892 wurde er kommissarisch, ab 1893 offiziell Landrat des Landkreises Grimmen. 1899 wurde er unter dem Vorwurf schwerer Vergehen gegen die Sittlichkeit (Homosexualität mit Jugendlichen) entlassen. Daraufhin unternahm er einen Suizidversuch. 1900 übersiedelte er nach Zürich. In der Schweiz hielt er sich zunächst in einem Krankenhaus, ab 1901 in einer psychiatrischen Klinik auf.